# Ебігейль Філлмор
Ебігейль Філмор (уроджена Пауерс; 13 березня 1798 — 30 березня 1853), перша леді Сполучених Штатів з 1850 по 1853 рік, у шлюбі з президентом Міллардом Філмором. Вчителька за фахом, вона була видатною науковицею, яка побудувала бібліотеку в Білому домі та відкрила літературний салон. Чоловік поважав її політичні погляди і був готовий консультуватися з нею з державних питань.

## Раннє життя
Ебігейль, ймовірно, народилася в Стіллуотер, Нью-Йорк, 1798 року в окрузі Саратога, наймолодшою з семи дітей преподобного Лемюела Ліланда Пауерса, баптистського служителя, і Ебігейль (до шлюбу Ньюленд). Ебігейль виросла в Моравії, штат Нью-Йорк, неподалік від ферми Філмор. Батько помер невдовзі після її народження. Мати перевезла сім'ю на захід, думаючи, що її мізерні кошти підуть далі в менш осілий регіон, і вміло виховала маленького сина та дочку за межами звичайного прикордонного рівня за допомогою розлогої бібліотеки покійного чоловіка.
Ебігейль полюбила літературу, а також опанувала інші предмети, такі як математика, державне управління, історія, філософія та географія. Після закінчення школи стала вчителькою. Після одруження вона продовжувала викладати, що зробило її першою першою леді, яка продовжувала працювати після одруження.

## Кар'єра
У 1814 році Ебігейль стала вчителькою за сумісництвом у школі села Семпроній. У 1817 році вона стала вчителькою на повний робочий день, а в 1819 році взялася на іншу педагогічну роботу і почала викладати в приватній академії «Нова надія». 1824 року вона стала приватною репетиторкою у Лілі для трьох своїх двоюрідних братів. Потім її попросили відкрити приватну школу в окрузі Брум. Вона це зробила, а в 1825 році повернулася до Семпронія, щоб викладати на своїй початковій посаді.

## Шлюб і сім'я
У 1819 році зайняла посаду викладачки в новій академії в Нью-Хоупі, де її найстаршим учнем був 19-річний Мілард Філлмор. Світ знань і постійний прогрес Філмора в ньому зблизили їх, і поступово стосунки вчительки та учня переросли в романтичну прихильність.
Після довгого залицяння 26-річний Мілард і 27-річна Ебігейл одружилися 5 лютого 1826 року преподобним Орасіусом Х. Смітом у будинку брата нареченої, судді Пауерса в Моравії, штат Нью-Йорк. Без медового місяця вони оселилися в Східній Аврорі, Нью-Йорк. Філмор продовжувала викладати в школі до народження першої дитини і на все життя зберігала інтерес до освіти. Вона поділяла любов чоловіка до книг і допомагала створити їхню особисту бібліотеку. Народила дітей:
- Мілард Пауерс Філмор (1828—1889)
- Мері Ебігейл Філмор (1832—1854)

## Політична роль
Досягнувши нарешті процвітання, Філмор купив родині шестикімнатний будинок у Баффало, Нью-Йорк. Насолоджуючись порівняною розкішшю, Ебігейл Філмор була відома у суспільстві як дружина конгресмена. Вона культивувала відомий квітник; але багато часу, як завжди, приділяла читанню. У 1847 році, коли Філмор був обраний контролером штату Нью-Йорк, сім'я тимчасово переїхала до Олбані, штат Нью-Йорк; їхні діти були у школі-інтернаті та коледжі.
У 1849 році Ебігейл Філмор приїхала до Вашингтона, округ Колумбія, як дружина віцепрезидента. Таким чином вона стала другою леді Сполучених Штатів.
Через 16 місяців, після смерті Закарі Тейлора на піку секційної кризи, Філмори переїхали в Білий дім, і Ебігейл Філмор стала першою леді.
Навіть після періоду офіційного трауру суспільне життя адміністрації Філмора залишалося приглушеним. Постраждавши від травми щиколотки, яка так і не загоїлася належним чином, Філмор не могла довго стояти і, посилаючись на здоров'я, вона довірила багато рутинних соціальних обов'язків дочці Еббі. Щоп'ятниці ввечері в Білому домі влаштовували прийоми, на яких їй доводилося годинами стояти, вітаючись і спілкуючись з гостями.
Коли Філмор вперше переїхала до Білого дому, вона була вражена тим фактом, що в ньому немає бібліотеки. Маючи спеціальні асигнування в розмірі 2000 доларів від Конгресу, вона провела задоволені години, вибираючи книги для бібліотеки Білого дому. У бібліотеці був Шекспір, підручники з історії та географії, а також її фортепіано, на якому вона сама навчилася грати. Вона запросила таких письменників, як Вільям Теккерей, Чарльз Діккенс та Вашингтон Ірвінг, зустрітися з нею та артистами перформансу, такими як Дженні Лінд, створивши, по суті, літературний салон Білого дому. «Вона, як повідомляється, була дотепною і навіть ерудованою співрозмовницею, найінтелектуальнішою з перших перших леді».
У подорожах чоловік сумував за нею і писав їй листи про політику, а вона писала у відповідь, пропонуючи йому поради та поради з політичних питань. Насправді президент настільки цінував її думку, що, як повідомляється, ніколи не приймав жодного важливого рішення без попередньої консультації з дружиною. Деякі історії показують, що Ебігейл Філмор порадила чоловікові не підписувати Закон про втікачів-рабів, що він і зробив, втративши свою кандидатуру на другий термін, як передбачала Ебігейл, якщо він підпише цей закон.
Як перша леді Ебігейл Філлмор залишила у спадок статус жінок і роботу. Громадськість знала, що перша леді отримала освіту і працювала вчителькою. Вони також знали про бібліотеку, яку вона створила, і про те, що вчителька — почесна професія. Ебігейл проклала шлях майбутнім жінкам і майбутнім першим леді отримати освіту і стати вчительками.

## Смерть

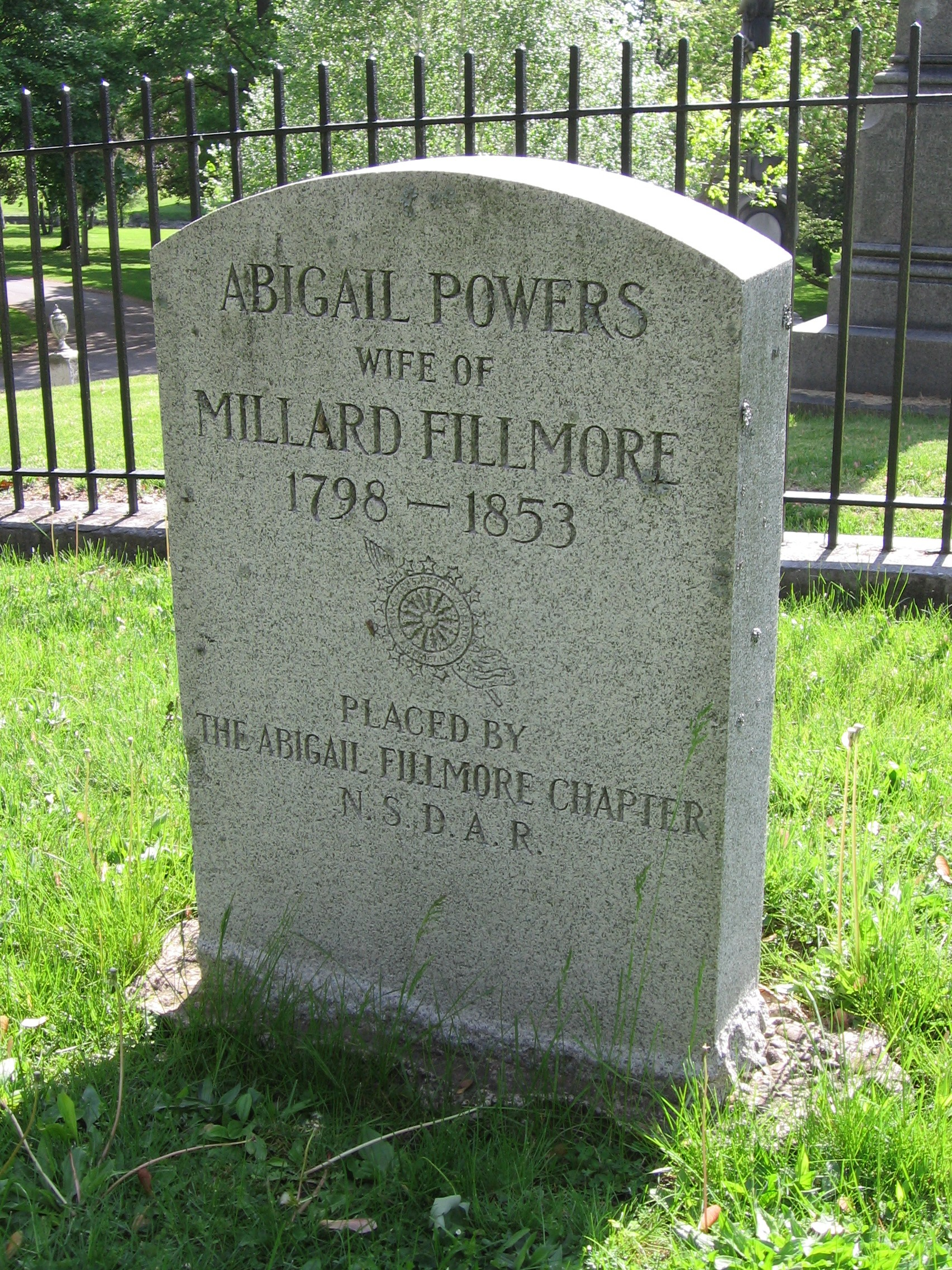
Могила Ебігейл Пауерс, кладовище Forest Lawn, Буффало, Нью-Йорк

Схвильовані своїм життям після президентства, Ебігейл і Міллард обговорювали подорожі Європою в найближчі місяці. На відкритій церемонії інавгурації Франкліна Пірса в 1853 році вона застудилася, а наступного дня піднялася температура тіла, сформувався бронхіт, а потім — пневмонія. У віці 55 років Ебігейл Філмор померла через 26 днів після виходу з Білого дому 30 березня 1853 року в готелі Віллард у Вашингтоні, округ Колумбія, що стало найкоротшим постпрезидентським життям серед усіх колишніх перших леді. Її раптова і швидка смерть стала найбільш поширеною смертю першої леді.
Похована на кладовищі Forest Lawn в Буффало, Нью-Йорк. Меморіальний камінь встановило Національне суспільство дочок американської революції, Буффало.